# Taoyuan, Anhui
Taoyuan (kinesiska: 桃园) är en köping i östra Kina. Den ligger i stadsdistriktet Yongqiao i staden Suzhou i provinsen Anhui, omkring 180 kilometer norr om provinshuvudstaden Hefei. Antalet invånare är 81469. Befolkningen består av 39 454 kvinnor och 42 015 män. Barn under 15 år utgör 20,0 %, vuxna 15-64 år 71 %, och äldre över 65 år 8,0 %.